# Іщенко Мікаель Геннадійович
Мікае́ль Генна́дійович І́щенко (нар. 25 вересня 2002, Люботин, Харківська область ― пом. 13 серпня 2023, поблизу селища Білогорівка, Луганська область) — старший солдат, учасник російсько-української війни, що загинув у ході російського вторгнення в Україну в 2022 році, танцюрист, волонтер. Кавалер ордена «За мужність» III ступеня (посмертно).

## Біографія
Іщенко Мікаель народився 25 вересня 2002 року в місті Люботин на Харківщині. Закінчив Харківський вищий коледж мистецтв. На початку повномасштабного вторгнення навчався на другому курсі хореографічного факультету в Харківській державній академії культури, мав свій танцювальний колектив. У березні 2022 року з родиною евакуювався в місто Косів Івано-Франківської області. Долучився до волонтерської діяльності: плів маскувальні сітки, допомагав волонтерам на кухні, проводив заняття з хореографії для дітей.
Влітку 2022 року збирався вступати до Національної академії сухопутних військ імені гетьмана Петра Сагайдачного у м. Львів, однак у час війни вступив до ЗСУ добровольцем. Мікаель Іщенко воював у складі 81-ї окремої аеромобільної бригади на Луганщині. Загинув 13 серпня 2023 року поблизу селища Білогорівки Луганської області.
Поховання захисника пройшло 18 серпня 2023 року на Алеї Слави центрального цвинтаря міста Люботин.
За особисту мужність, виявлену у захисті державного суверенітету та територіальної цілісності України, самовіддане виконання військового обов'язку нагороджений орденом «За мужність» III ступеня (посмертно).